# Pandanus vitiensis
Pandanus vitiensis är en enhjärtbladig växtart som beskrevs av Ugolino Martelli. Pandanus vitiensis ingår i släktet Pandanus och familjen Pandanaceae. Inga underarter finns listade.